# Massif barlong

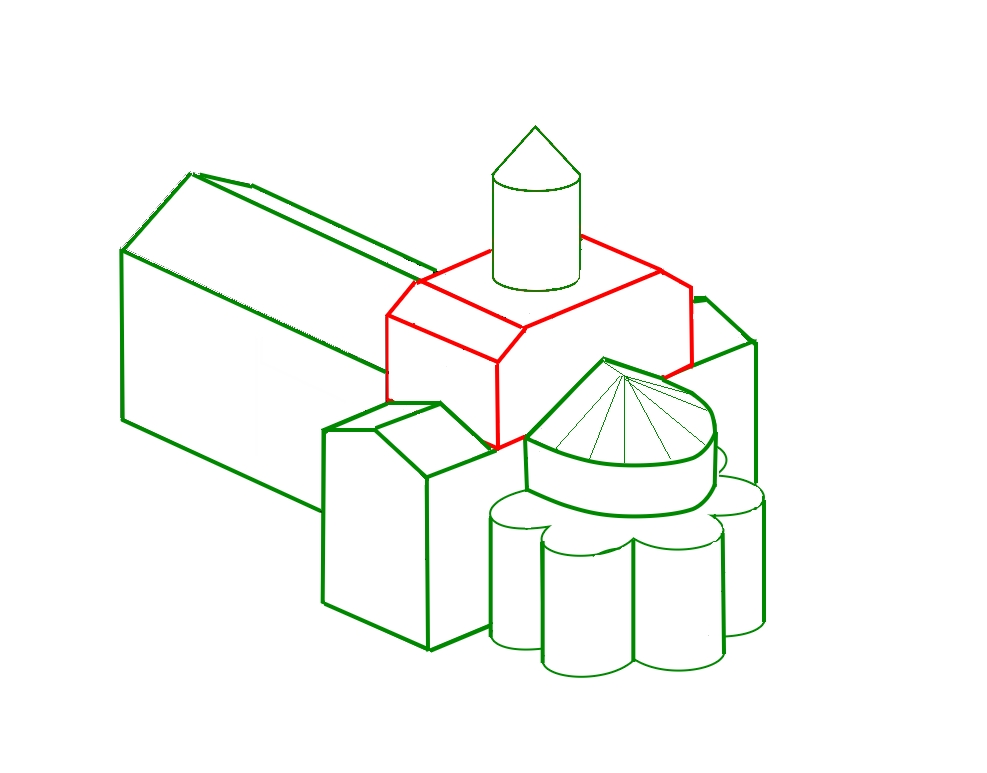
Schéma explicatif du massif barlong (en rouge).

Le massif barlong, en architecture, est un élément en forme de parallélépipède allongé transversalement, surmontant la croisée du transept d'une église et couronné par le clocher.
- Ne pas confondre avec : Massif occidental.

## Massif barlong auvergnat
La silhouette caractéristique du chevet des églises romanes de Basse-Auvergne (France) dites majeures est en bonne part due au massif barlong qui renforce l'élan vertical et l'étagement des volumes.
Les églises romanes majeures d'Auvergne (basilique Notre-Dame-du-Port de Clermont-Ferrand, abbatiale Saint-Austremoine d'Issoire, basilique Notre-Dame d'Orcival, église de Saint-Nectaire et église Notre-Dame de Saint-Saturnin, qui présentent le type complet), ainsi que d'autres églises moins importantes (église Saint-Julien de Chauriat, collégiale Saint-Victor et Sainte-Couronne d'Ennezat pour le type incomplet), sont en effet caractérisées par un remarquable chevet (au sens large du terme), parfois appelé « pyramide auvergnate », constitué d'un étagement de volumes de hauteur croissante : deux absidioles adossées aux bras du transept ; trois ou quatre chapelles rayonnantes (sauf à Saint-Saturnin) ; une chapelle axiale rectangulaire (uniquement à Issoire) ; le déambulatoire ; le chœur ; les bras du transept ; le massif barlong ; le clocher octogonal.
L'élévation progressive des volumes est encore accentuée par les deux toits en appentis du massif barlong qui encadrent la naissance du clocher.

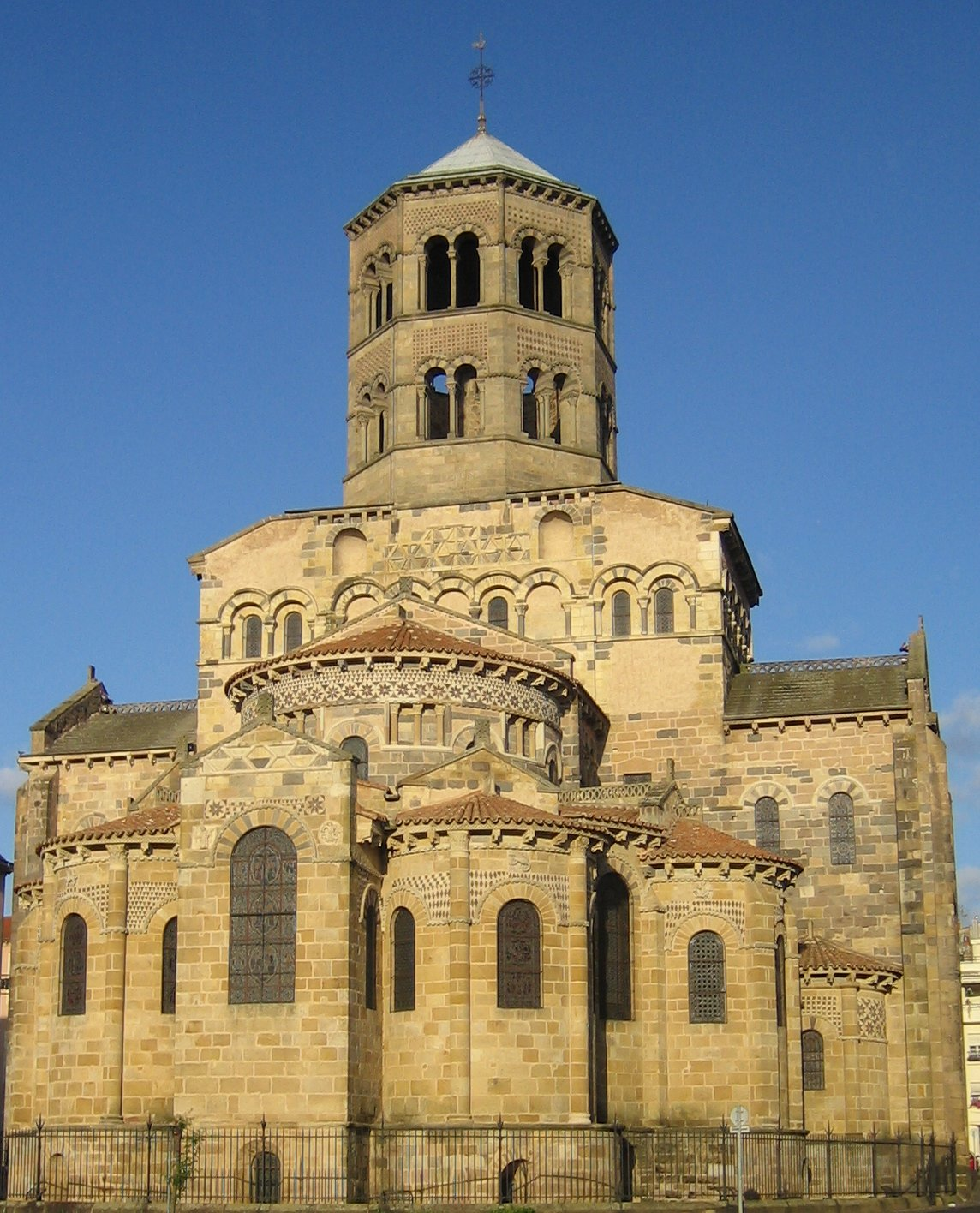
Abbatiale Saint-Austremoine d'Issoire.
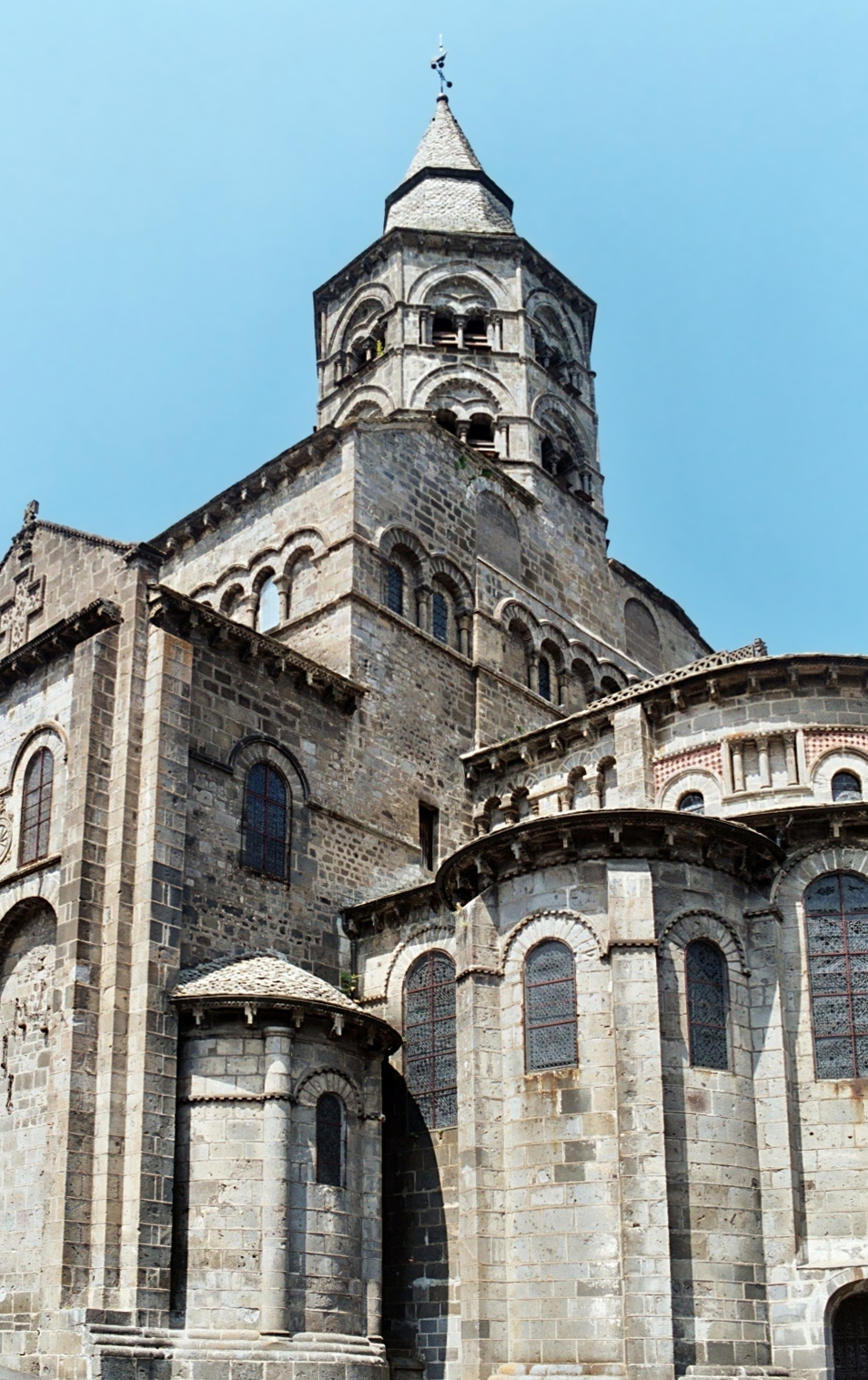
Basilique Notre-Dame d'Orcival.
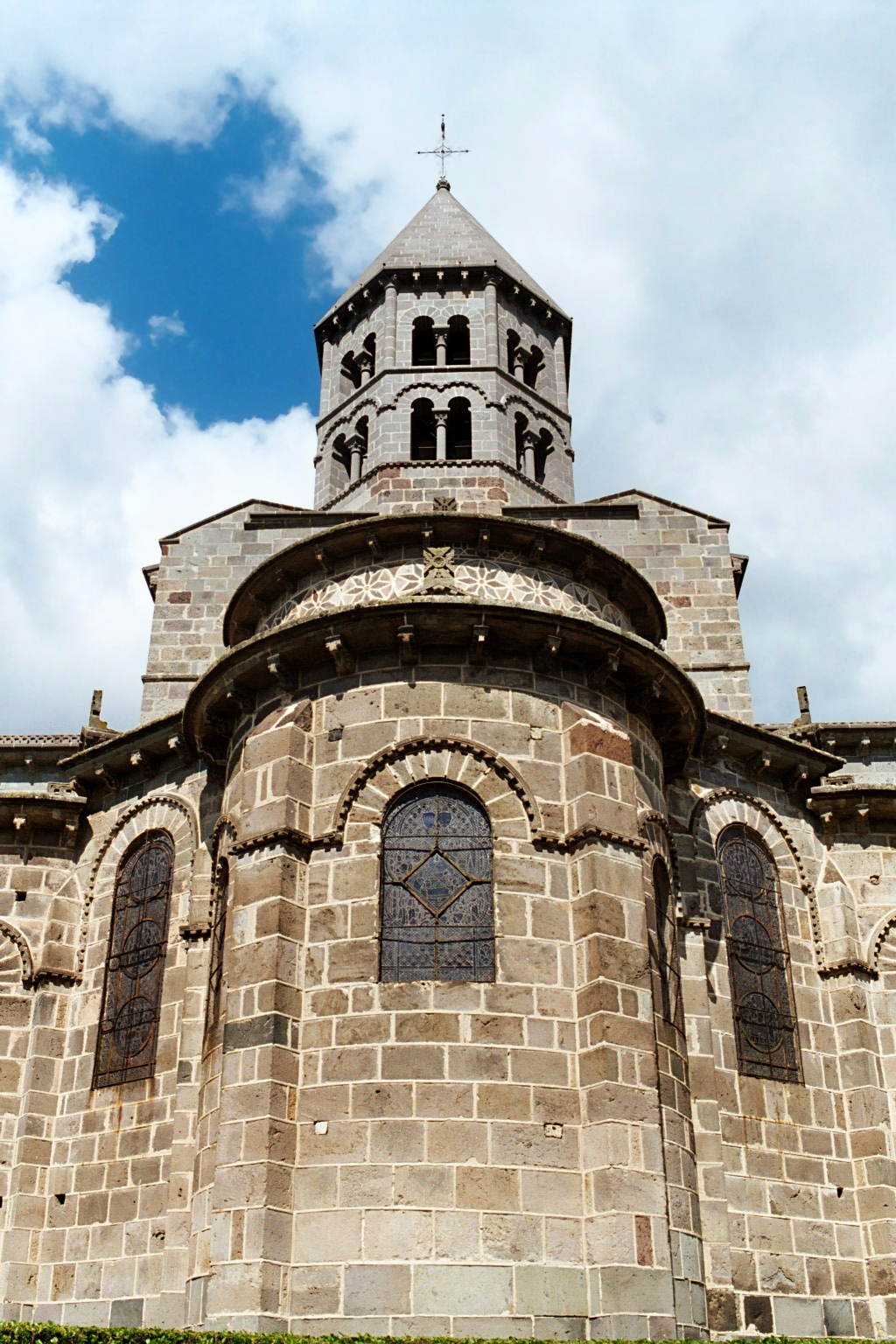
Église de Saint-Nectaire.
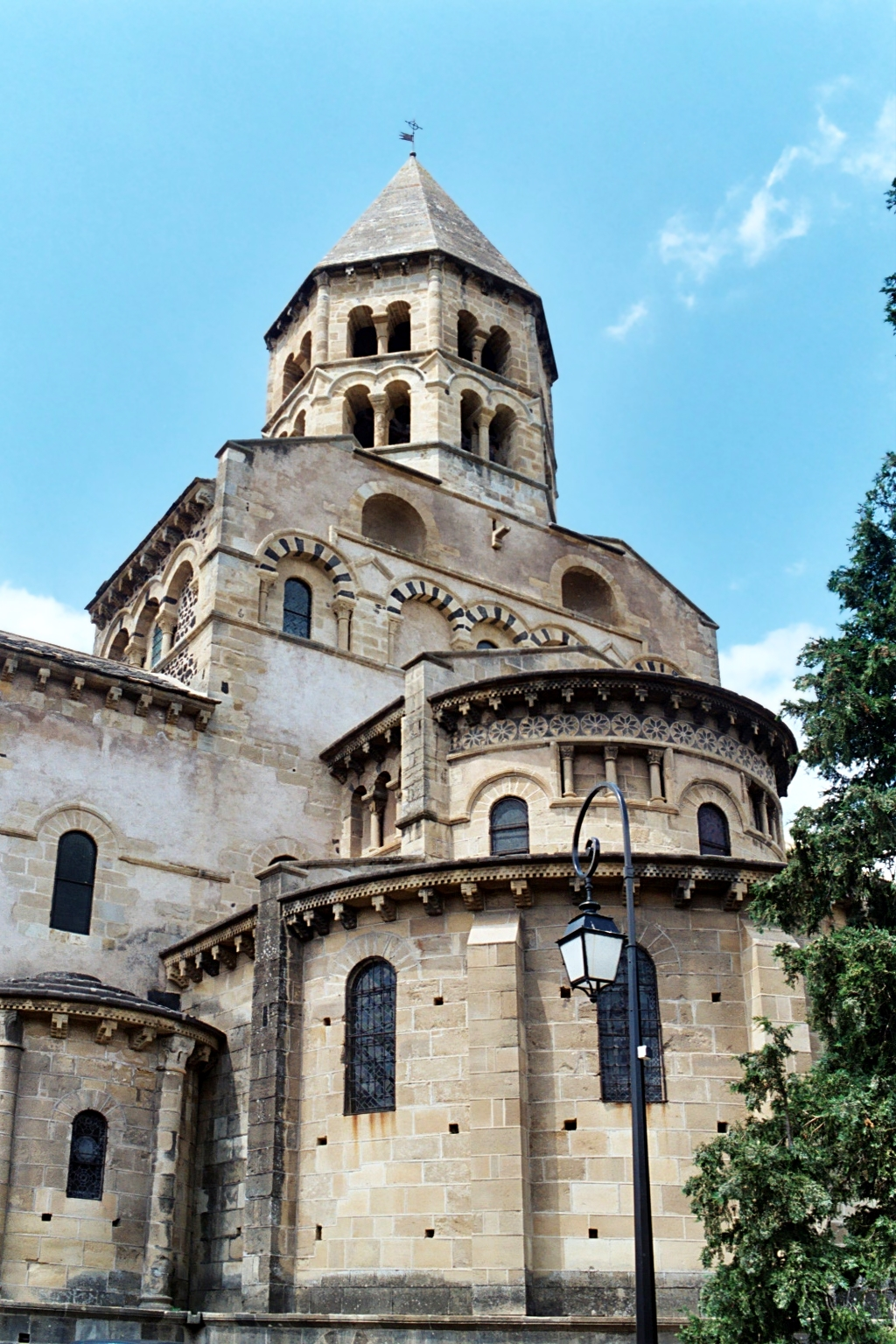
Église Notre-Dame de Saint-Saturnin.